# جورج برات (رسام)
جورج برات (بالإنجليزية: George Pratt)‏ هو رسام ورسام توضيحي أمريكي، ولد في 13 أكتوبر 1960 في بومونت في الولايات المتحدة.

## وصلات خارجية
- جورج برات على موقع IMDb (الإنجليزية)

- الموقع الرسمي